# 외트뵈시 실험
외트뵈시 실험은 관성 질량과 중력 질량 사이의 상관 관계를 측정 한 유명한 물리학 실험으로 헝가리의 물리학자인 외트뵈시 로란드가 관성 질량과 중력 질량이 동일하다는 것을 입증한 실험이다. 관성 질량과 중력 질량이 동일한지 여부는 오랫동안 의심 받아 왔으나 정확하게 입증 된 적이 없었다.  가장 초기의 실험은 아이작 뉴턴 ( Isaac Newton, 1642-1727)에 의해 수행되었으며 프리드리히 빌헬름 베셀 ( Friedrich Wilhelm Bessel, 1784-1846)에 의해 향상되었다.  1882년경부터 외트뵈시 로란드가 1906년부터 1909년까지의 장기간에 걸친 개선을 통해 비틀림 저울을 이용한 훨씬 더 정확한 실험을 수행하였다.  외트뵈시의 연구팀은 비슷한 종류의 보다 정확한 실험과 다양한 유형의 물질 및 지구의 다른 위치에서의 실험을 통하여, 모두 관성 질량과 중력 질량의 동일성을 입증하였다.  그후에 이 실험은 중력과 가속도가 동등하다는 일반 상대성 이론으로 기술된 등가 원리에 대한 현대적 이해에 영향을 미쳤다.
힘의 단위의 정의에 비례상수는 포함될 수 있으므로, 외트뵈시 실험은 관성 질량이 중력 질량에 정확하게 비례함을 실험으로 밝힌 것이다.

## 외트뵈시의 초기 실험

F1과 F2의 비율이 G1과 G2의 비율에서 차이가 있다면 연결 로드는 회전하게 된다. 거울은 회전을 확인하는데 사용된다.

외트뵈시에 의한 원래의 실험 장치는 가는 실에 매달린 막대의 양쪽 끝에 부착된 2 개의 질량으로 구성되어 있다.  막대 또는 섬유에 부착 된 거울은 작은 망원경으로 빛을 반사한다.  막대가 조금이라도 회전하면 광선이 반사되어 망원경으로 확대 할 때 눈에 띄는 변화를 일으킨다.
지구 기준 프레임 (즉, 관성 프레임이 아닌 "실험실 프레임")에서는, 수평 저울의 질량에 작용하는 힘은 줄의 장력, 중력 및 지구 회전에 의한 원심력이다. 지구의 중력은 중력 질량에 의존하는 뉴턴의 만유인력 법칙에 의해 계산된다. 원심력은 뉴턴의 운동 법칙에 의해 계산되며 관성 질량에 따라 달라진다.
외트뵈시의 실험에서는 두 가지 유형의 질량이 서로 다른 경우 두 가지 힘이 두 물체에서 똑같은 방식으로 작용하지 않아서 시간이 지남에 따라 막대가 회전하도록 구성되어 있다. 회전하는 "실험실 프레임(즉, 지구 표면)"에서는 줄의 장력과 이보다 훨씬 원심력은 벡터 합으로 서로 상쇄된다. 반면에 "관성 프레임(우주에서 정지한 사람)"에서 볼 때는 중력과 장력의 (벡터) 합에 의하여 저울이 지구와 함께 회전하게 된다.
실험실 프레임에서 막대가 정지하기 위해서는 각 물체에 작용하는 힘의 막대상의 성분에서 영의 알짜 토크가 생성되어야 한다(유일한 자유도는 수평면에서의 회전임).  계가 영원히 정지하고 있다면, 기계적 평형을 의미하나(즉, 알짜 힘과 토크가 모두 영), 두 개의 물체가 정지 상태에 매달려 있지만 서로 상이한 원심력이 작용하면 결과적으로 막대에 다른 토크가 가해지게 되므로 결국 계는 저절로 회전하게 될 것이어서, 계는 이 상태에 그대로 머무를 수 없고 두 몸체에 작용하는 원심력의 차이로 인해 막대가 회전하게 된다.

## 추가 개선
1885년경의 초기 실험은 큰 차이는 없었으나 외트뵈시는 실험을 보다 정확하게 향상시키기 위해 실험을 개선하였다. 1889년에 그는 물질에 의한 중력의 변화가 있는지를 보기 위해 다양한 종류의 샘플 재료로 이 장치를 사용하였다.  이 실험에 의하여 그러한 변화는 측정 될 수 없다는 점을 증명하고 2,000 만분의 1에 이르는 정확성을 주장하였다. 1890년에 그는 부다페스트에서 Gellért Hill 의 질량을 측정 한 것뿐만 아니라 이러한 결과를 발표하였다. 그 다음 해에 그는 장치의 수정 된 버전에 대한 작업을 시작했으며, 이를 "수평 변위계 (horizontal variometer)"라고 불렀다.  여기서는 기본 설계를 약간 수정하여 두개의 물체 중 하나를 막대 끝에 직접 부착되지 않고 막대 끝에 부탁된 실에 매달았다. 이로써 2 차원에서의 비틀림을 측정 할 수 있었으며, 이를 통하여 중력가속도 g 의 국소 수평 성분을 측정 할 수 있었다. 그리고 그것은 훨씬 더 정확했다. 지금은 일반적으로 외트뵈시 밸런스이라고 불리는 이 장치는 오늘날 국부적인 질량 밀도를 검색하여 지구 탐사에 일반적으로 사용된다.
새로운 장치를 사용하여 Dezsö Pekár (1873-1953)와 Jenő Fekete (1880-1943)는 1906년부터 4000 시간의 실험을 수행하여, 1909년 런던에서 개최 된 제16회 국제 측지 회의에서 처음 발표하였는데 정확도가 1 억분의 1로 증가하였다.  외트뵈시는 1919년에 사망했고, 완전한 측정은 Pekár와 Fekete에 의해서 1922년에야 출판되었다.

## 관련 연구
외트뵈시는 움직이는 선박에서 다른 팀이 수행한 비슷한 실험에 대해서도 연구하여 측정된 미세한 차이를 설명하기 위하여 외트뵈시 효과를 개발하였다.  이것은 1908년 흑해에서 수행된 추가 작업에서 입증 된 효과와 같이 지구에 대한 선박의 움직임에 의하여 발생하는 추가 가속력으로 인한 것이다.
1930년대에는 외트뵈시의 학생이었던 János Renner (1889-1976)가 결과를 1 ~ 2 억에서 50 억 분의 1로 향상 시켰다.  P. G. 롤과 R. 크로트코프와 함께 Robert H. Dicke는 장비를 개선하여 실험을 재실행했으며 정확도를 1 천억 분의 1로 향상 시켰다.  그들은 또한 주장된 정확성이 다소 의심스러웠다고 제안된 원래의 실험에 대해 여러 차례 관찰했다. 이러한 우려에 비추어 데이터를 재검토하면 동등성 원리가 정확하지 않고 다른 유형의 재료에 의하여 변경되었다는 것을 나타내는 것으로 보이는 명백한 아주 약간의 효과가 나타났다.
1980년대에 중력과 양자 역학을 결합하려는 여러 새로운 물리 이론에서는 물질과 반물질이 중력에 의해 "약간" 다르게 영향을 받을 것이라고 제안되었다. Dicke의 주장과 결합하면 그러한 차이를 측정 할 수 있는 가능성이 있는 것처럼 보였으며, 결국 새로운 일련의 외트뵈시 유형의 실험(진공 기둥에서의 시간차 낙하 등)이 이루어졌으나 결국 그러한 효과는 존재하지 않는다는 점이 밝혀졌다.
이 실험의 부대효과로는 국소 층서학, 물리학 연구소(외트뵈시가 개인적으로 설계 한)의 물리적 배치, 날씨 및 기타 효과에 대한 세부 연구를 포함하여 원본 외트뵈시 데이터의 재검토였다.  실험은 잘 기록되어 있었다.

## 같이 보기
- 제5의 힘
- 푸코의 진자
- 관성 좌표계
- 일반 상대성이론
- 일반 상대성이론의 시험